# Mariano Siskind
Mariano Siskind (Buenos Aires, 1972) es un escritor, poeta y académico argentino. Actualmente es Profesor de Lenguas y Literaturas Romances y de Literatura Comparada en la Universidad de Harvard en Cambridge, Massachusetts.
Creció en el barrio de Almagro, Buenos Aires, cerca del Shopping Abasto. Trabajó como periodista en Buenos Aires durante varios años y luego se mudó a Nueva York para realizar su doctorado en la Universidad de Nueva York.
Junto a Beatriz Viterbo Editora publicó Historia del Abasto (2007) y la colección de poesía The Modernist Songbook (2021). Frecuentemente trabaja problemas relacionados con el desplazo, el cosmopolitismo, la traducción y el espacio entre lenguas, y los intercambios entre la literatura argentina, latinoamericana y la literatura de mundo.
Como académico, Siskind trabaja con literatura latinoamericana de los siglos XIX y XX, la literatura de viaje, historias y teorías de la globalización y el cosmopolitismo, así como el marxismo y el psicoanálisis. Junto a Sylvia Molloy, coeditó el volumen Poéticas de la distancia: Adentro y afuera de la literatura Argentina (2006, Norma). Asimismo, ha coeditado el volumen World Literature, Cosmopolitanism, Globality junto a Gesine Müller (De Gruyter, 2019) y tradujo a Homi K. Bhabha al español en el volumen Nuevas Minorías, Nuevos Derechos (Siglo XXI, 2013).
En 2013, publicó la monografía Deseos cosmopolitas. Modernidad global y literatura mundial en América Latina (Fondo de Cultura Económica).